# 德克薩斯州達拉斯聖殿
德克薩斯達拉斯聖殿（Dallas Texas Temple）是耶穌基督後期聖徒教會的第30座聖殿，服務北得克薩斯州和路易斯安那州部分地區的近50,000人耶穌基督後期聖徒教會信徒。德克薩斯達拉斯聖殿位於得克薩斯州達拉斯，奉獻於1984年10月19日，面積6-英畝（24,000-平方）。達拉斯聖殿是得克薩斯州和美國中南部首座耶穌基督後期聖徒教會聖殿。

## 外部連結
- Official Dallas Texas Temple page （页面存档备份，存于）
- Dallas Texas Temple page （页面存档备份，存于）